# Будёновка (Гродненская область)
Будёновка (бел. Будзёнаўка; до 1949 года — Святой Дух (бел. Святы Дух), или Старый Дух (бел. Стары Дух) — деревня в Ошмянском районе Гродненской области на западе Республики Беларусь. Входит в состав Кольчунского сельсовета.
В 2019 году Буденовка отметила 70-летие.

## География
Пролегает дорога Н7727.
Ближайшие населённые пункты Ошмяны, Морги, Новосяды и др.

### Гидрография
Река Ошмянка.

## История
В 1905 году в Полянской волости Ошмянского уезда Виленской губернии.

## Население
Население по переписи 2009 года составляло 1050 человек.
Ниже вы можете увидеть демографические изменения с 1999 по 2009 годы.
| 1999 | 2009  |
| ---- | ----- |
| 1094 | ↘1050 |

## Культура
- Дом культуры

## Достопримечательности

### Усадьба Льва Стругача
Эта деревянная усадьба была построена на рубеже XIX и XX веков. В 1906 году, после смерти Льва Стругача, усадьбой стали управлять его сыновья. После 1939 года, когда дом и хозяйство здешнего купца были национализированы, деревня постепенно пришла в упадок. Последним собственником усадьбы было управление образования Ошмянского райисполкома. Какое-то время там жили семьи учителей.
Усадьба представляет собой двухэтажный деревянный дом в стиле модерн с балконами и открытой верандой. Дом дополняли внутренний двор, бассейн, сад, клумбы, хозпостройки, ворота с колоннами, каменная кладка по всему периметру. Кроме того, здесь были конюшня, амбар, дом для рабочих и лямус (двухэтажная хозяйственная постройка).

### Памятник, скульптура
- Памятник погибшим землякам[5]

### Утраченное наследие
- Часовня. Возможная дата возведения — 1782 год. с XVIII века была известна часовня от Ошмянского прихода. Потом сведения о ней теряются.

## Галерея

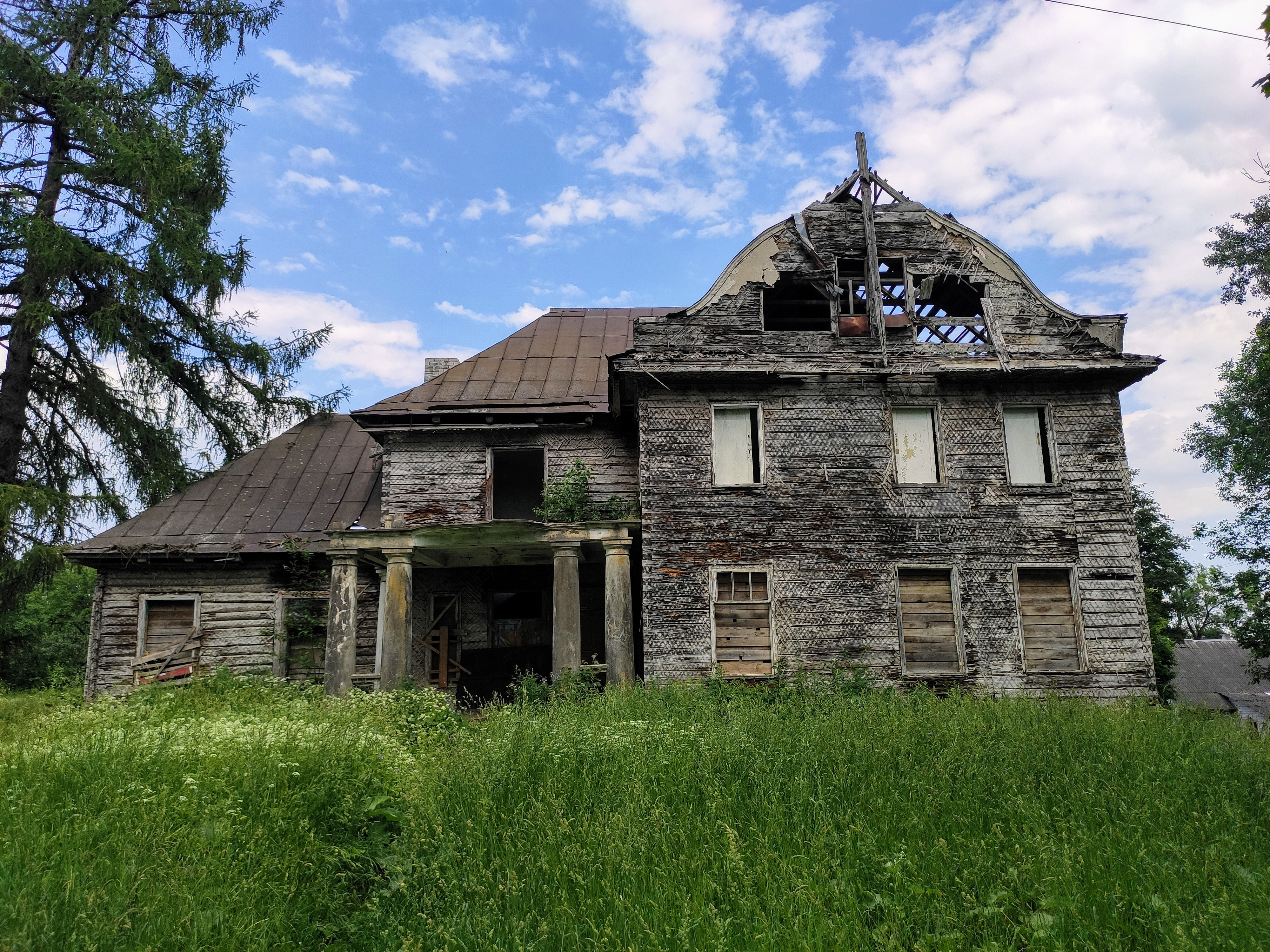
Усадьба Льва Стругача
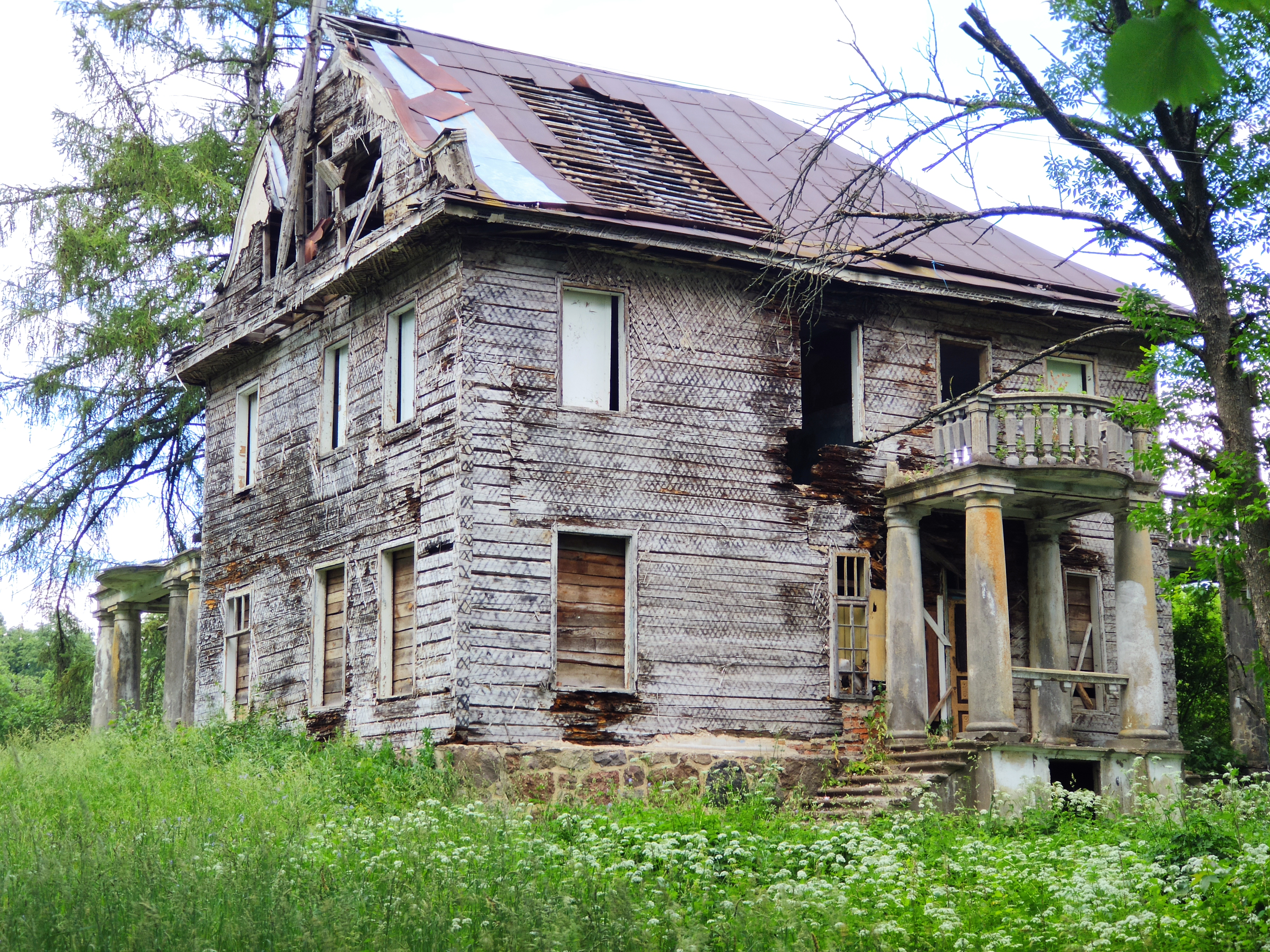
Усадьба Льва Стругача
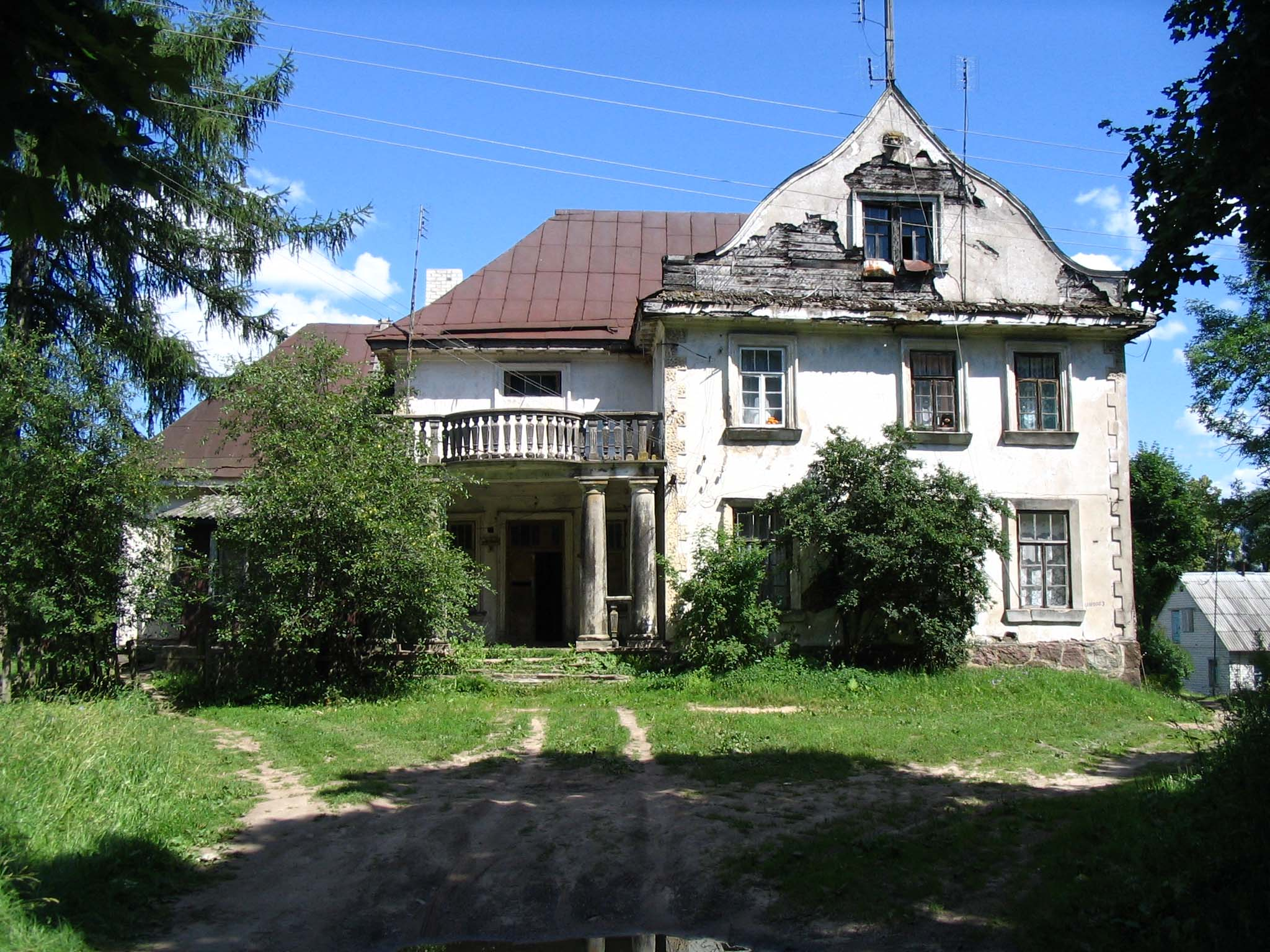
Усадьба Льва Стругача